# Mistrzostwa Świata w Kolarstwie Szosowym 1957
30. Mistrzostwa świata w kolarstwie szosowym – zawody kolarskie, które odbyły się w dniach 17–18 sierpnia 1957 w belgijskim mieście Waregem. Były to czwarte zorganizowane w tym kraju mistrzostwa świata w kolarstwie szosowym (poprzednio w: 1930, 1935 i 1950). Jedynie Belg Rik Van Steenbergen w wyścigu ze startu wspólnego zawodowców zdołał obronić tytuł mistrza świata. 
Bardzo nieudany był start reprezentantów Polski, bowiem nie tylko nie zdobyli oni żadnego medalu, ale nikomu nie udało się zająć miejsca w pierwszej dziesiątce. Najlepszym osiągnięciem było zajęcie 48. miejsca przez Jerzego Pancka w wyścigu ze startu wspólnego amatorów.

## Kalendarium zawodów
| Kalendarz MŚ w Kolarstwie Szosowym 1957 |       |       |
| Konkurencja (dystans)                   | Data  | Data  |
| Konkurencja (dystans)                   | 17.08 | 18.08 |
| Mężczyźni                               |       |       |
| Elita                                   |       |       |
| Wyścig ze startu wspólnego (285,6 km)   |       |       |
| Amatorzy                                |       |       |
| Wyścig ze startu wspólnego (190,4 km)   |       |       |

## Reprezentacja Polski
Do mistrzostw świata Polski Związek Kolarski zgłosił 6 zawodników w konkurencji wyścigu ze startu wspólnego amatorów. 
| Reprezentacja Polski na MŚ w Kolarstwie Szosowym 1957 |                      |                        |
| Lp.                                                   | Zawodnik             | Konkurencja            |
| Mężczyźni                                             |                      |                        |
| 1.                                                    | Stanisław Bugalski   | start wspólny amatorów |
| 2.                                                    | Eligiusz Grabowski   | start wspólny amatorów |
| 3.                                                    | Jerzy Pancek         | start wspólny amatorów |
| 4.                                                    | Janusz Paradowski    | start wspólny amatorów |
| 5.                                                    | Andrzej Trochanowski | start wspólny amatorów |
| 6.                                                    | Marian Więckowski    | start wspólny amatorów |

## Medaliści
| Konkurencja dystans – (data) (liczba startujących)                       | Złoto:              | Czas (prędkość)       | Srebro:           | Czas   | Brąz:           | Czas   |
| Mężczyźni                                                                |                     |                       |                   |        |                 |        |
| Elita                                                                    |                     |                       |                   |        |                 |        |
| Wyścig ze startu wspólnego 285,6 km – (18 sierpnia) (70 zaw. z 13 rep.)  | Rik Van Steenbergen | 7:43:10 (36,997 km/h) | Louison Bobet     | + 0:00 | André Darrigade | + 0:00 |
| Amatorzy                                                                 |                     |                       |                   |        |                 |        |
| Wyścig ze startu wspólnego 190,4 km – (17 sierpnia) (102 zaw. z 22 rep.) | Louis Proost        | 5:05:05 (37,445 km/h) | Arnaldo Pambianco | + 0:00 | Schalk Verhoef  | + 0:00 |

## Szczegóły
| Miejsce | Zawodnik            | Narodowość | Czas    |
| złoto   | Rik Van Steenbergen | Belgia     | 7:43:10 |
| srebro  | Louison Bobet       | Francja    | + 0:00  |
| brąz    | André Darrigade     | Francja    | + 0:00  |
| 4       | Rik Van Looy        | Belgia     | + 0:00  |
| 5       | Fred de Bruyne      | Belgia     | + 0:00  |
| 6       | Jacques Anquetil    | Francja    | + 0:00  |
| 7       | Léon van Daele      | Belgia     | + 0:12  |
| 8       | Germain Derycke     | Belgia     | + 0:12  |
| 9       | Julien Schepens     | Belgia     | + 0:12  |
| 10      | Marcel Ernzer       | Luksemburg | + 0:12  |

| Miejsce | Zawodnik                | Narodowość | Czas    |
| złoto   | Louis Proost            | Belgia     | 5:05:05 |
| srebro  | Arnaldo Pambianco       | Włochy     | + 0:00  |
| brąz    | Schalk Verhoef          | Holandia   | + 0:00  |
| 4       | Gustav-Adolf Schur      | NRD        | + 1:12  |
| 5       | Frans De Mulder         | Belgia     | + 1:12  |
| 6       | Friedhelm Fischerkeller | RFN        | + 1:12  |
| 7       | Guillaume Van Tongerloo | Belgia     | + 1:12  |
| 8       | Herbert Dahlbom         | Szwecja    | + 1:12  |
| 9       | Oreste Magni            | Włochy     | + 1:12  |
| 10      | Ezio Pizzoglio          | Włochy     | + 1:12  |
|         |                         |            |         |
| 48      | Jerzy Pancek            | Polska     | + 15:43 |
| 54      | Marian Więckowski       | Polska     | + 15:43 |
| 59      | Andrzej Trochanowski    | Polska     | + 15:43 |

## Tabela medalowa
| Tabela medalowa |               |       |        |      |       |
| Miejsce         | Reprezentacja | Złoto | Srebro | Brąz | Razem |
| 1               | Belgia        | 2     | 0      | 0    | 2     |
| 2               | Francja       | 0     | 1      | 1    | 2     |
| 3               | Włochy        | 0     | 1      | 0    | 1     |
| 4               | Holandia      | 0     | 0      | 1    | 1     |